# Candelabrum verrucosum
Candelabrum verrucosum är en nässeldjursart som först beskrevs av Bonnevie 1898.  Candelabrum verrucosum ingår i släktet Candelabrum och familjen Candelabridae. Inga underarter finns listade i Catalogue of Life.